# KanJam

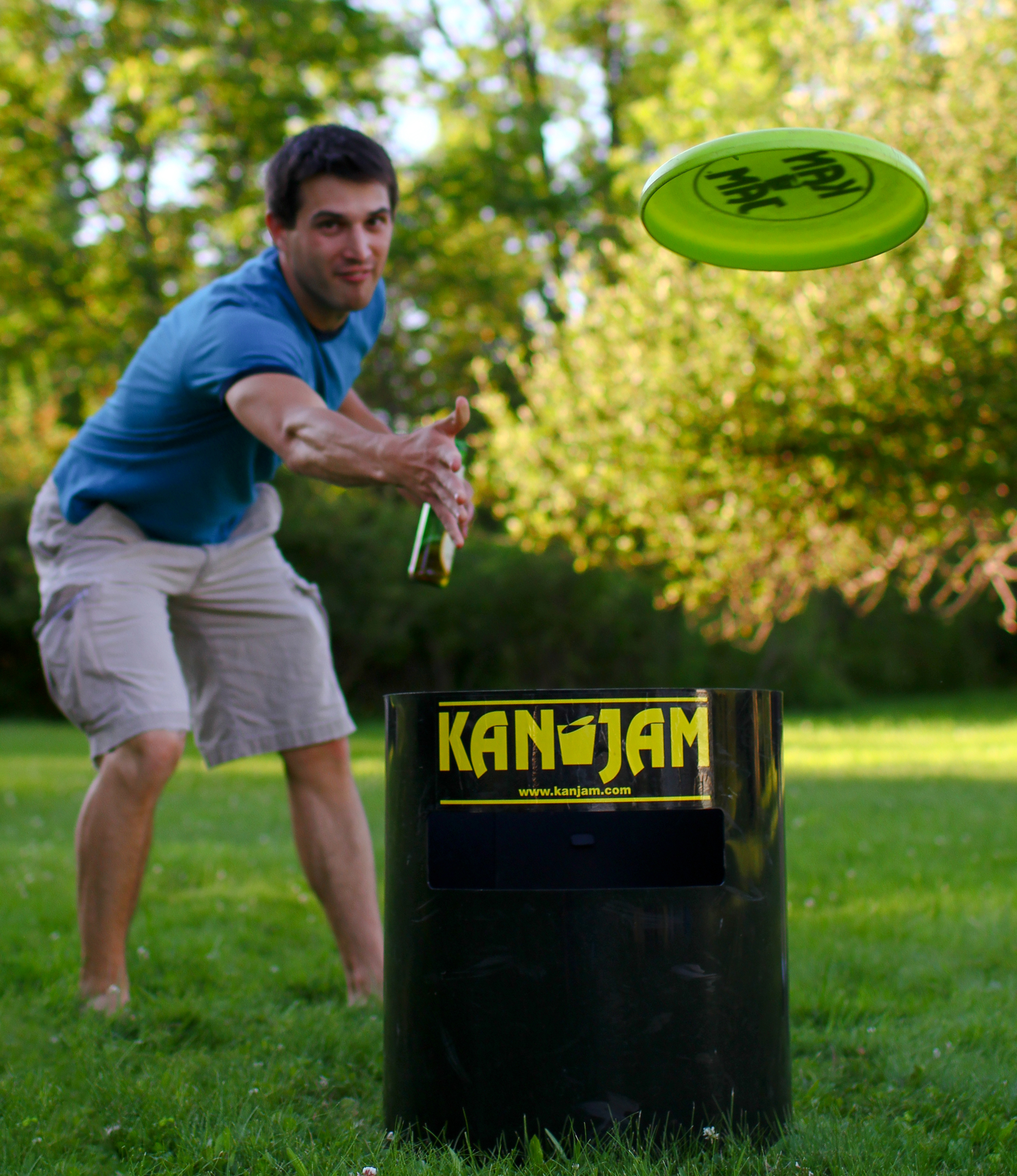
KanJam (カンジャム) ゲーム風景

KanJam（カンジャム）は、4人のプレイヤーが2チームに別れ、1枚のフライングディスクと2台のゴール(缶)を用いて遊ぶアウトドアスポーツである。

## 歴史
アメリカ合衆国ニューヨーク州ノーストナワンダという都市で、チャーリーとポールの2人によってKanJamの歴史は始まった。
当時彼らは使い古したディスクをお互いに投げ合い、ゴミ缶の中に入れたり、当てたりして遊んでいた。
そのゲームの事をゴミ缶フリスビー（フリスビーはワーム・オーの登録商標）と呼んで熱心に遊んでいた彼らは、「これは皆もやるべきだ！」と、セールスに向けて歩み出す事になった。
販売を行っていく上で他のフライングディスクゲームと違った内容にする必要性を感じたチャーリーは、ゴミ缶の側面に穴を開け、そこにディスクを通すことが出来れば、インスタントウィンとするKanJam独自のルールを考え付いた。
その後、インスタントウィンという特徴が特許を得ることになる。
このルールのお陰で、点差が開いた場合でも、皆が最後まで熱中できるゲームになった。
その後、学校の体育の授業でKanJamが取り上げられたことがきっかけで、多くの子供達が商品を買い求め、全米そして全世界へと広がっていった。
進出済みの国及び地域は、ヨーロッパやカナダ、オーストラリア、ニュージーランド、カリブ海地域、日本である。
アメリカにおいては、7,000を超える学校で体育の授業に取り入れられている。
なお、日本においては2017年6月より、クロキ商事が代理店として販売を手がける。

## ルール
4人のプレイヤーが、2チームに分かれて行う。
同じチームのパートナーは、50フィート（約15メートル）離れた缶のそばに立つ。
パートナーは交互に、ディスクを投げる（スロー）、またはコースを変更する（ディフレクト）役割を果たす。
一方のパートナーがディスクを投げ、もう一方のパートナーが必要に応じて、そのディスクのコースを変更し、ゴール缶に当てるか、その中に入れる。
両方のパートナーがそれぞれ一回ずつ投げ終えた後は、ディスクを相手チームに渡す。
投げたディスクが直接ゴール缶に当たった場合、またはコース変更によりゴール缶に当たる、またはその中に入った場合に得点になる。
得点方法とKanJamオリジナルルールとしては下記のとおりである。
- ディンガー1点（コース変更者が、飛んできたディスクのコースを変更してゴール缶に当てる）
- デュース2点（投げたディスクを直接ゴール缶に当てる）
- バケット3点（コース変更者が、飛んできたディスクのコースを変更してゴール缶の中に落とす）
- インスタントウィン即勝利（側面のスロットもしくは上部からゴール缶に直接入れる）

ゲームはちょうど21点を獲得したチームが勝利し、21点を超えた場合は現在の得点からその分を差し引きする。
（例：現在19点でバケット3点達成時は16点）
KanJamインストラクション参照

## 派生

### 卓上
- ミニ-用具を縮小したもので行う。投げ方も専用の板でフリスビーを弾いて行う。

### 他種目との組み合わせ
- ファストブレイクフットボール-フリスビーをラグビーボールに変えて行う。
- ピックルボール(ピックルジャム)-フリスビーをピックルボールに変えて行う。それに伴いピックルボールのラケットで打って行う。

### 環境の変化
- スプラッシュ-主に水上で行う。用具も水上で浮上するものに変わっている。
- ナイト-主に夜間で行う。用具もネオンで発光するものに変わっている。